# Oberbaudirektion (Sachsen-Weimar-Eisenach)
Die Oberbaudirektion war eine Baubehörde im Großherzogtum Sachsen-Weimar-Eisenach mit Sitz in Weimar. In Thüringen ist die von Clemens Wenzeslaus Coudray gegründete Einrichtung die erste Baubehörde in Thüringen überhaupt. Diese Behörde war auch für den Wegebau zuständig und zugleich für die Finanzierung der öffentlichen Baumaßnahmen im Großherzogtum. Sämtliche Genehmigungen hierzu wurden hier erteilt. Die vorgesetzte Behörde war das Hofmarschallamt. 

## Geschichte

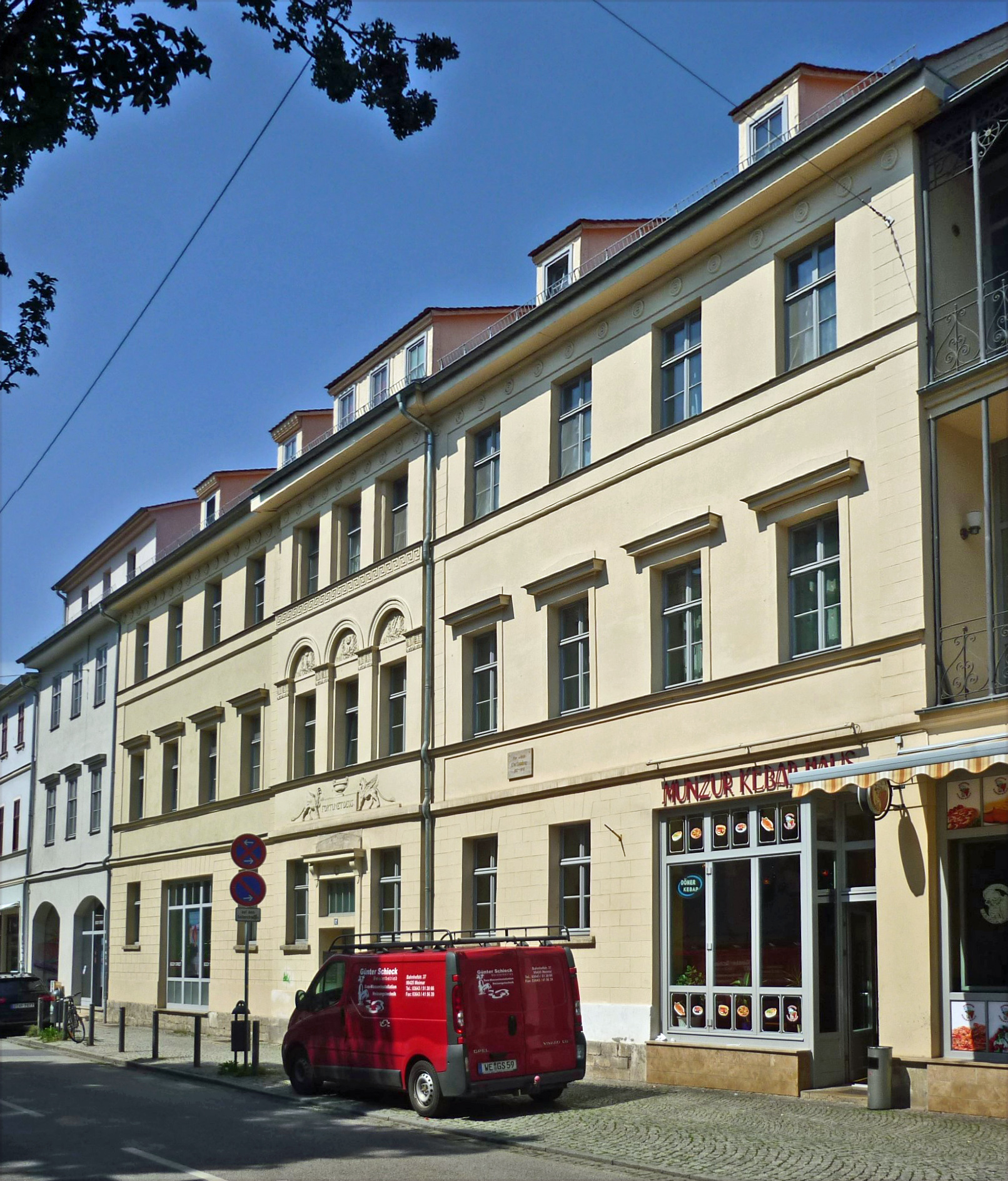
Coudrays Wohnhaus in Weimar, erster Sitz der Oberbaudirektion des Großherzogtums Sachsen-Weimar-Eisenach

Am 20. April 1816 wurde Coudray als Großherzoglicher Oberbaudirektor in Weimar verpflichtet. Durch hartes Arbeiten verdiente er sich bei Großherzog Carl August schnell Ansehen. Die neu geschaffene Oberbaudirektion in Weimar, der er vorstand, bestand anfangs nur auf dem Papier, sodass Coudray gezwungen war, seinen Wirkungskreis selbst zu organisieren. Hierzu legte er einen schriftlichen Plan vor. In dieser Zeit wurde der Geheimrat Johann Wolfgang von Goethe ein guter Freund Coudrays, der ihn bei Planungsschwierigkeiten unterstützte. Coudrays Hauptaufgabe bestand in der Planung von Gebäuden bis hin zu ganzen Straßen und Plätzen wie dem Berkaer Marktplatz. Sogar sein eigenes Wohnhaus musste erst errichtet werden. Das Gelände stellte ihm Carl August zur Verfügung. Er musste da allerdings ein Doppelhaus bauen, was zu häufigen Streitereien mit dem Nachbarn führte. Coudrays Wohnhaus ist somit zugleich auch der erste Sitz einer Thüringer Landesbaubehörde überhaupt gewesen!
Die zweite Hauptaufgabe seiner Arbeit in Weimar bestand in der Erstellung und Entwicklung von Vorschriften, Verordnungen und Anweisungen für das Bauwesen. Coudrays Arbeiten in diesem Bereich waren wegweisend. Eine Vielzahl der aktuell in Deutschland geltenden Vorschriften im Bauwesen enthalten noch immer Elemente, die Coudray entwickelte. Die erste davon, die Coudray erstellte, entstand 1819 unter dem Titel: „Das Verfahren bei Wiederaufbau abgebrannter Gebäude in Großherzogthume Weimar betreffend“ unter dem Eindruck eines schweren Brandes in Berka. Der Nachfolger in diesem Amt war nach seinem Tode im Jahre 1848 Carl Heinrich Ferdinand Streichhan geworden. Coudray setzte auch durch, dass kein Bausachverständiger ohne vorherige Prüfung in die Oberbaubehörde aufgenommen wurde. Im Jahre 1823 legte Coudray für die Kandidaten eine Prüfungsordnung vor. Der erste Kandidat, der nach dieser seine Prüfung bestand, war 1825 Friedrich Christian Moeder, der als Baukondukteur in Eisenach angestellt wurde. Dessen Entwurf eines Kammerguts hat sich erhalten.
Sein kommissarischer Nachfolger nach seinem Tod 1845 war Heinrich Heß. Die erste längere Phase nach Coudrays Tod unter einer Leitung war die unter Carl Heinrich Ferdinand Streichhan, der sein Amt 1848 antrat. Wichtige weitere Leiter der Behörde waren Julius Bormann, Bruno Schmidt, Jakob Schrammen und August Lehrmann.
Die Großherzoglich-Sächsische Oberbaudirektion endete mit der Gründung des Freistaates Thüringen und wurde zu der des Freistaates Sachsen-Weimar-Eisenach. Heute ist dieses ist das Landesamt für Bau und Verkehr des Freistaates Thüringen mit Sitz in Erfurt. Dieses untersteht dem Landesbauministerium Thüringens. Für den Amtsbereich Weimar gibt es hierzu das Bauaufsichtsamt.